# Hamani Diori
Hamani Diori (født 6. juni 1916, død 23. april 1989) var præsident i landet Niger fra uafhængigheden 1960 til 1974, hvor han blev styrtet ved et militærkup.